# Gleichenia ruwenzoriensis
Gleichenia ruwenzoriensis là một loài dương xỉ trong họ Gleicheniaceae. Loài này được Brause mô tả khoa học đầu tiên năm 1910.
Danh pháp khoa học của loài này chưa được làm sáng tỏ. 